# آیرون‌استون
آیرون‌استون، ماساچوست (به انگلیسی: Ironstone, Massachusetts) یک سکونتگاه مسکونی در ایالات متحده آمریکا است که در شهرستان ووستر، ماساچوست واقع شده‌است.

## خصوصیات
آیرون‌استون یک روستای تاریخی می باشد که ۷۴٫۰۷ متر بالاتر از سطح دریا واقع شده‌است.

## نگارخانه

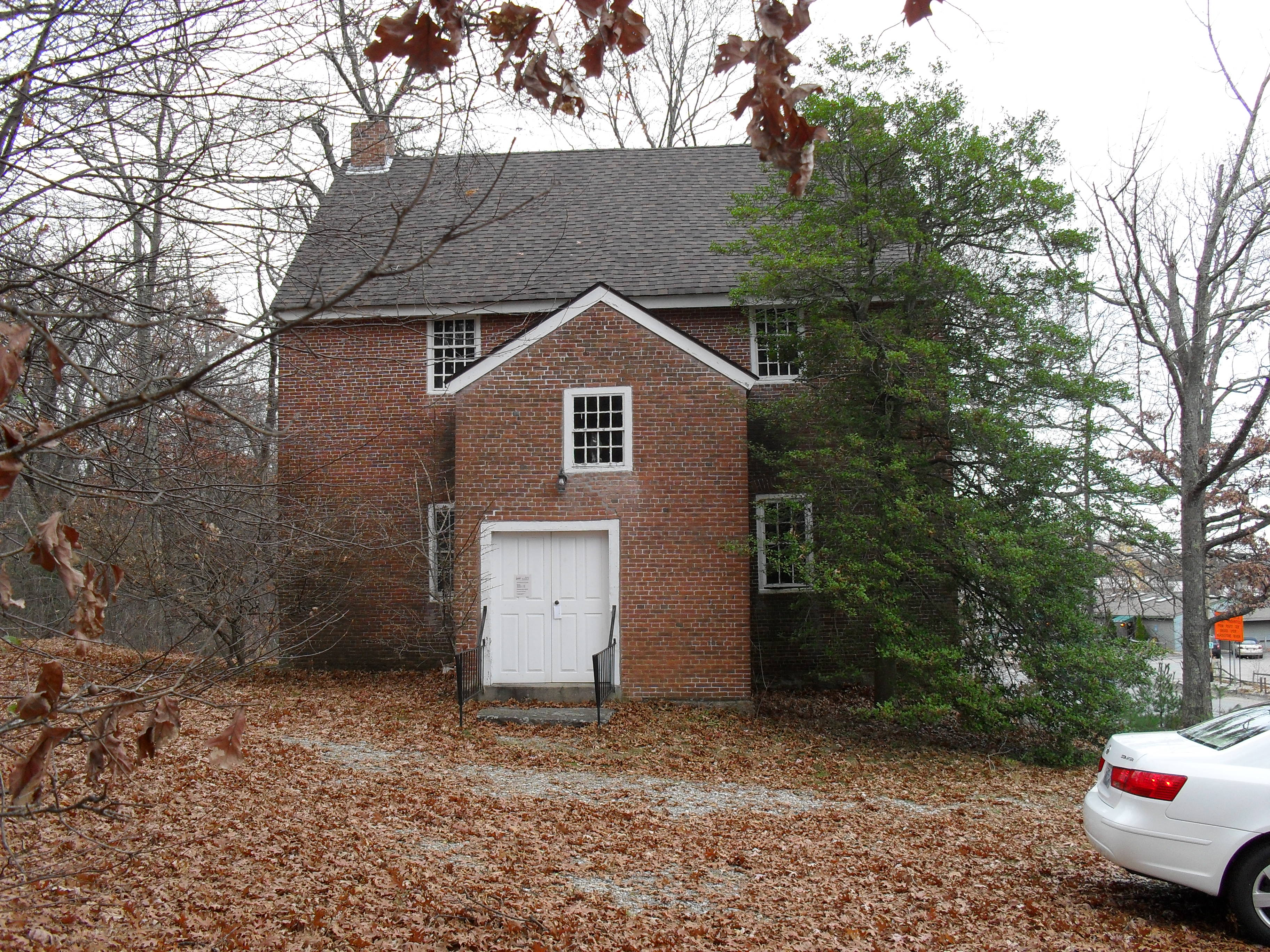
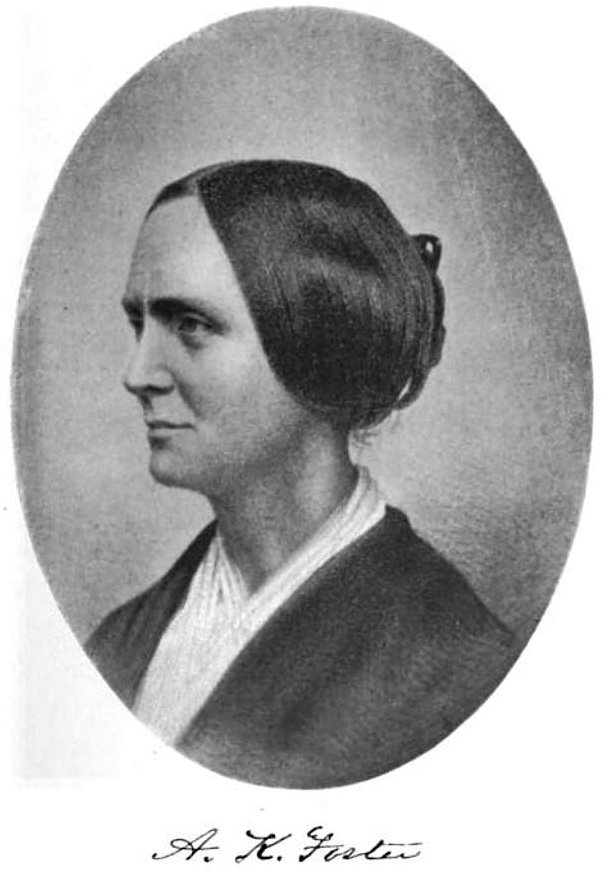
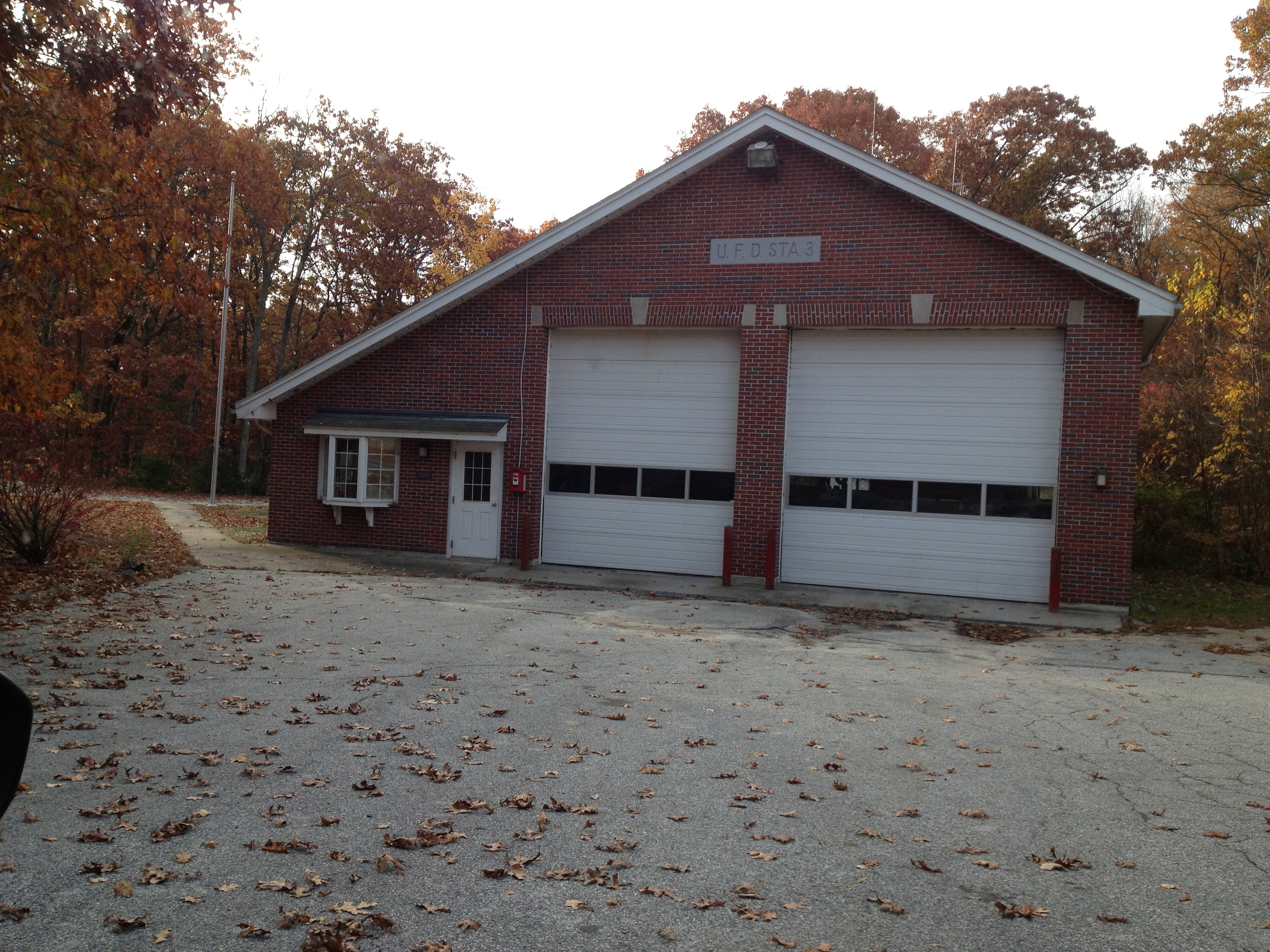
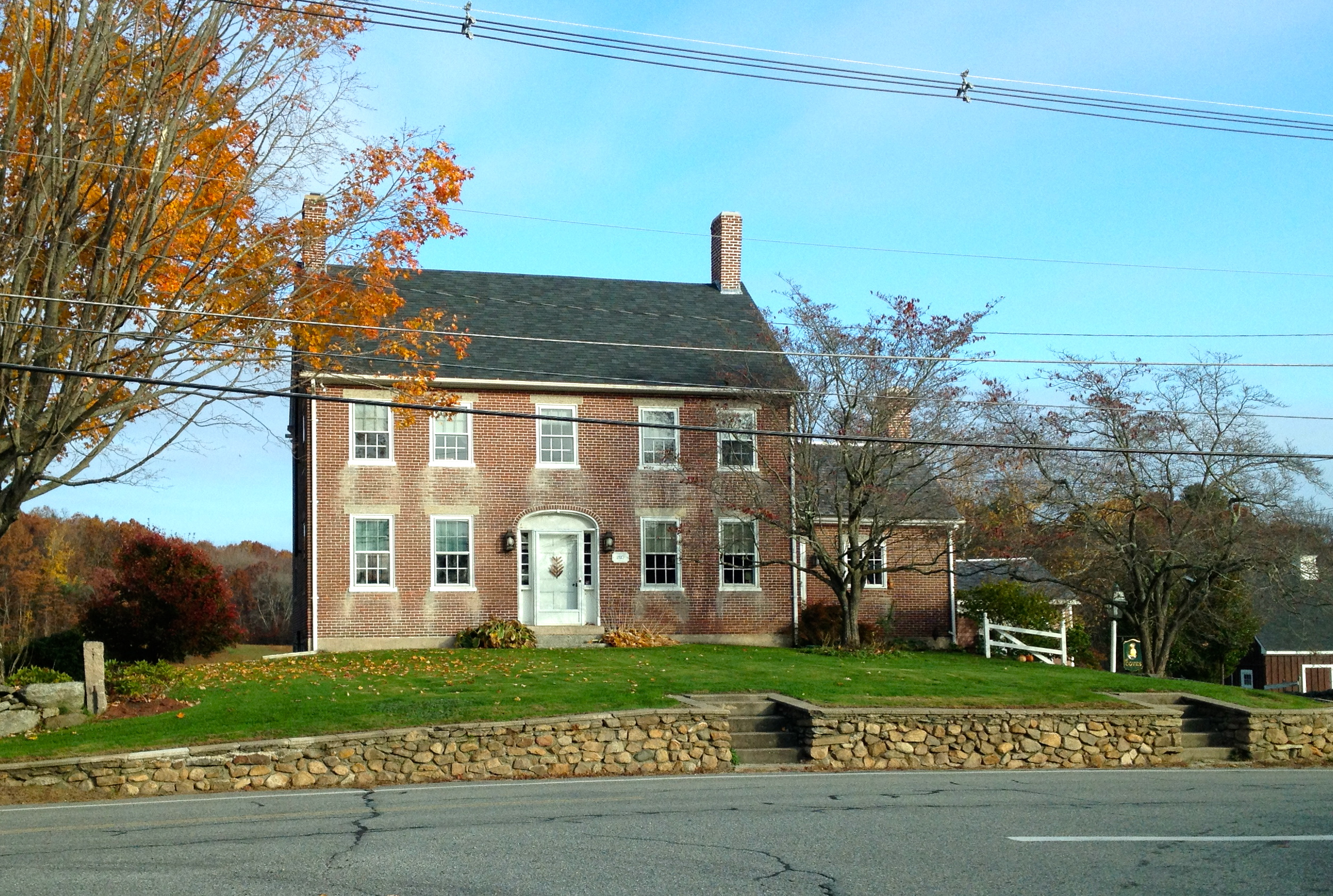
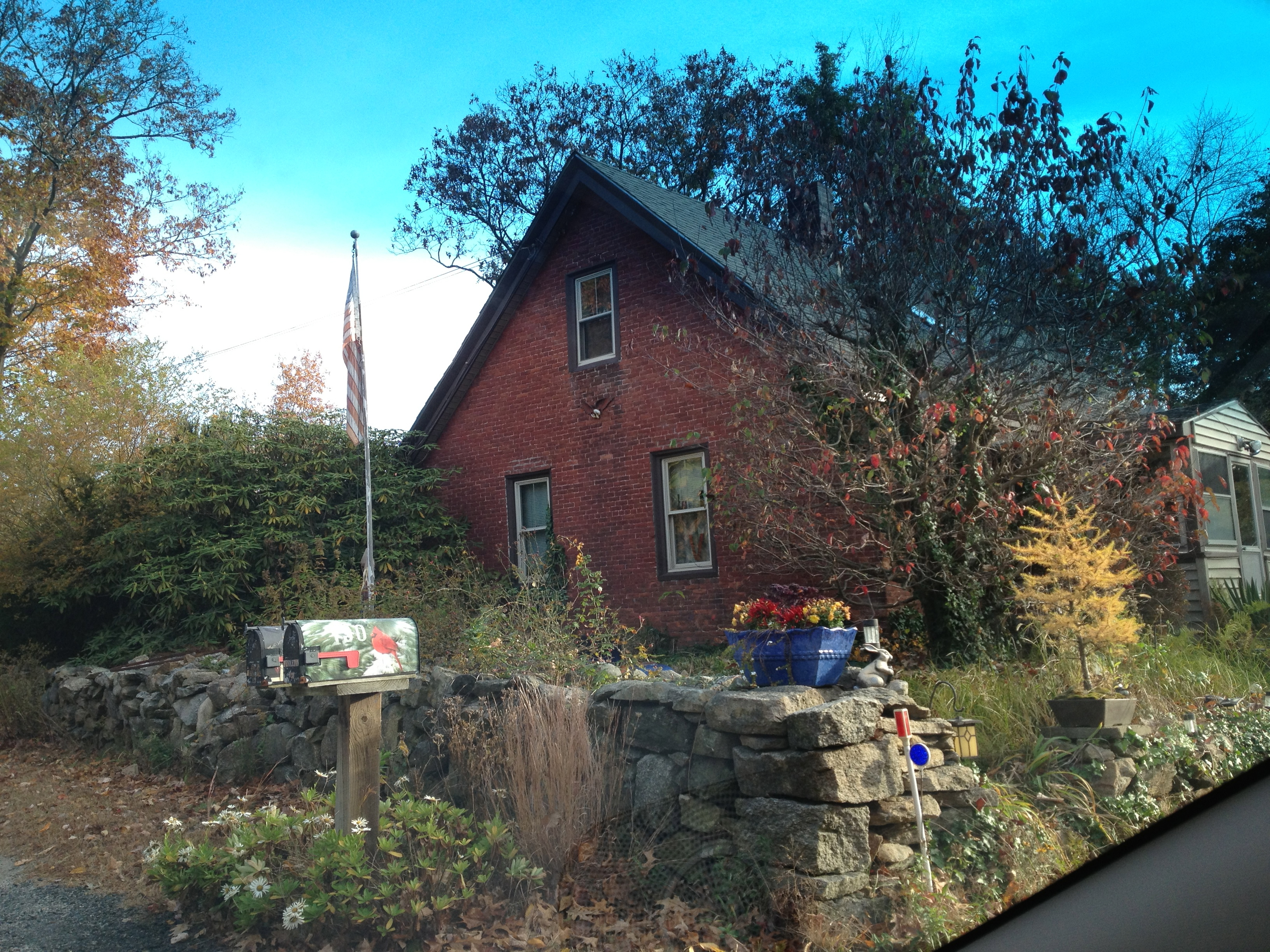
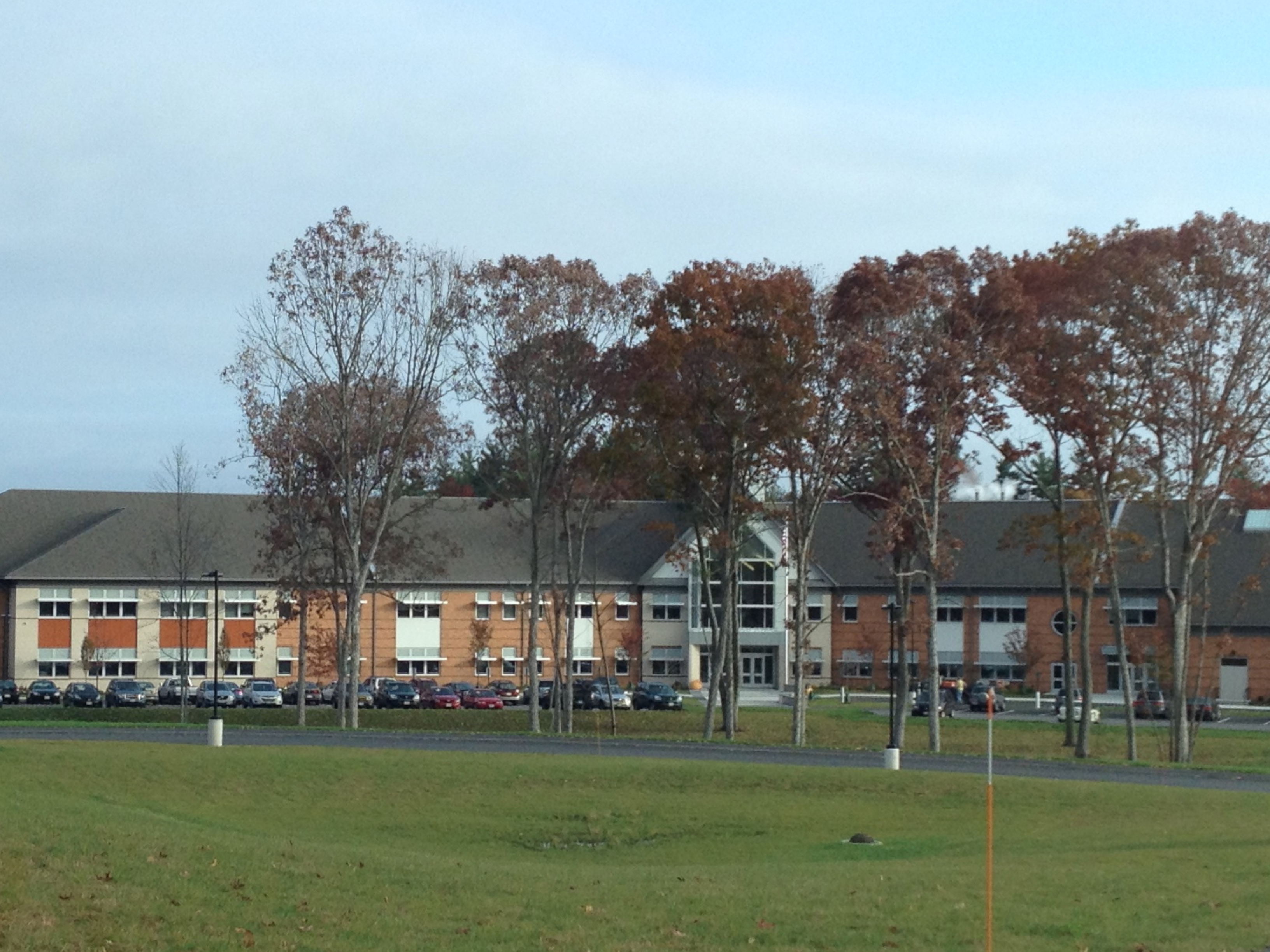